# Prädestination
Prädestination (lateinisch praedestinatio) bedeutet Vorherbestimmung und ist ein theologisches Konzept, dem zufolge Gott von Anfang an das Schicksal der Menschen vorherbestimmt hat. Insbesondere geht es dabei um eine Erwählung einzelner Seelen zum ewigen Leben oder zu ewiger Verdammnis. Hintergrund stellt die menschliche Annahme dar, dass Gott über ihn als Gattungswesen erhaben und jenseitig sei. Der Schöpfer sei von seiner Schöpfung qualitativ abgehoben, Gott stehe über der Wirklichkeit der Schöpfung, selbst in Jesus und dem Abendmahl, wo er sich mit diesem verbände. Die Niedrigkeit des Menschen vor dem erhabenen Gott kommt auch durch die Lehre von der Prädestination zum Ausdruck. Das Heil erlangt, wer von Gott zum Heil vorherbestimmt ist.

## Christentum

### Einflussreiches Konzept des Augustinus
Die Prädestinationslehre des Kirchenvaters Augustinus ist im Wesentlichen in den Schriften De gratia et libero arbitrio sowie De correptione et gratia um das Jahr 427 ausgeführt und entstand in der Auseinandersetzung mit dem Manichäismus sowie dem Pelagianismus. Ausgangspunkt ist Augustinus’ Aufspüren des Willens in einer Person. Siehe zur augustinischen Einschätzung der Willensfreiheit auch sein Werk De libero arbitrio.
Dieser Wille schließt besonders auch die Triebe und Affekte ein, die der Mensch in seinem Geist dem göttlichen Gesetz angleichen soll. Für Pelagius und seine Anhänger hat der Mensch eine Lernfähigkeit durch das von Gott gesandte Gesetz. Für Augustinus dagegen ist der Mensch durch den Sündenfall in der daraus erwachsenen Erbsünde verfangen und unfähig, das Gute zu wollen. Nur Gott könne den auf die Gnade angewiesenen Menschen befreien. Der Unterschied zwischen Pelagius und Augustinus wird durch die Auseinandersetzungen um die Kindertaufe besonders deutlich.
Bei den christlichen Autoren von der Spätantike bis in die frühe Neuzeit hat der Begriff freier Wille noch nicht oder nicht nur den modernen philosophischen, psychologischen und strafrechtlichen Sinn. Stattdessen geht es immer auch um die Fähigkeit zum Guten oder zum Bösen des zunächst als Ebenbild Gottes erschaffenen, dann aber vom Teufel verführten Menschen.
Augustinus’ Konzeption, in der Gott erwählt und die Anzahl der Geretteten an der ewigen Gemeinschaft festlegt, bleibt durch die polemisch geführten Streitschriften mehrdeutig, so dass sie später von unterschiedlichen Richtungen genutzt werden konnte: im Mittelalter von dem Kirchenlehrer Thomas von Aquin und in der Reformation von Luther und Calvin.

### Präszienz (Vorherwissen)
Im Mittelalter wird eine abgeschwächte Version der Prädestinationslehre diskutiert, in der es nur um das Vorherwissen (Präszienz) Gottes geht: Der Mensch hat den vollen freien Handlungsspielraum, aber Gott sieht aufgrund seiner Allwissenheit voraus, was er tun wird. Es wird zwischen der intellektuellen und der voluntativen Präszienz unterschieden.

### Doppelte Prädestination
Von Augustin bis zu den Reformatoren wurde die Lehre einer doppelten Prädestination entwickelt: Manche Menschen würden durch die Gnade Gottes zum ewigen Leben bestimmt, andere von Gott getrennt. Die Grundlage war ein absolutum decretum (das heißt, ein Ratschluss, der unabhängig von Verdienst oder Schuld des Menschen ergeht). Dieser Ansicht widerspricht besonders Karl Barth (1886–1968) mit der Lehre von Gottes Gnadenwahl: Eine Verwerfung oder Verdammnis durch Gott gebe es nicht. Alle Menschen seien vielmehr durch Christi Leiden und Auferstehung von Gott zum Heil auserwählt. Schon die Remonstranten argumentierten gegen die doppelte Prädestination; deren Prinzipien wurden allerdings auf der Dordrechter Synode (1618–1619) abgelehnt. Moyse Amyraut (1596–1664) milderte diese Ablehnung ab durch den Universalismus hypotheticus, also ähnlich wie Luther durch die Annahme eines gnädigen Willens Gottes, alle Menschen unter der Bedingung des Glaubens selig zu machen. Dagegen wandte sich wiederum der Consensus Helveticus, der in der Schweiz teilweise eingeführt wurde.

### Persönlicher Erfolg als Anzeichen für Prädestination
Nicht nur Calvin bekundete, menschliches Handeln könne nicht ohne Gottes Gnade erfolgreich sein. Dass Calvin gleichzeitig die Notwendigkeit eigener Vorsorge für das irdische Wohl betonte, ließ im 16. und 17. Jahrhundert in calvinistischen Kreisen das Lebensgefühl entstehen, Erfolg sei Ausdruck von Gottes Segen. Vorstellungen, aus wirtschaftlichem Erfolg auf Erden darauf schließen zu können, wem Gnade nach seinem Tode beschieden sein solle, sind kein Bestandteil der Theologie Calvins. Max Weber schrieb dem Calvinismus in seinem Aufsatz Die protestantische Ethik und der Geist des Kapitalismus von 1904/05 eine herausragende Rolle bei der Entwicklung des Kapitalismus zu.

### Auseinandersetzungen im Protestantismus
In der katholischen Kirche hat sich allgemein die Auffassung von einer bleibenden Entscheidungsfreiheit des Menschen gegenüber den Gnadengaben Gottes durchgesetzt.

#### Calvinistische Position
Johannes Calvin kam zu der Ansicht, es gebe seit Beginn der göttlichen Schöpfung zwei Gruppen von Menschen: die Erwählten, die die ewige Seligkeit erlangten, und die Verworfenen, die in ewiger Verdammnis blieben. Mit der „Lehre von der doppelten Prädestination“ (Praedestinatio gemina) wurde eine solche Vorherbestimmung der einen zur Seligkeit und der anderen zur Verdammnis als Gottes unabänderlicher Ratschluss aufgefasst. Calvins Prädestinationslehre betonte dabei, dass der zur Seligkeit führende Glaube ein unverdientes Geschenk Gottes sei. Gottes Gnadenwahl sei sein Geheimnis und ebenfalls ein reines, unverdientes Geschenk. Es liege also nicht an des Menschen Wollen oder Mühen, sondern an Gott allein, der sein Erbarmen zeige. Gewissheit der Erwählung finde der Mensch daher nicht in sich selbst und seinem Tun, sondern allein im Blick auf Jesus Christus (Röm 8–9 ). Trotz seiner Warnung davor, über Gottes Willen zu spekulieren, erlag Calvin dieser Versuchung selbst, indem er als logisches Gegenstück zur Erwählung der einen die von Gott bewusst hergeführte Verdammnis der anderen lehrte („doppelte Prädestination“ genannt).
Mit Luther stimmte Calvin überein, dass die Botschaft vom Heil ohne Verdienst, das durch Jesus Christus dem Gläubigen zuteilwird, grundlegend sei. Wie Luther betont er die Rechtfertigung allein durch den Glauben (sola fide) und nicht durch Werke. 

#### Lutherische Position
Martin Luther beruft sich auf 1 Tim 2,4  „Der eine Mittler und das Heil aller Menschen“; wonach Gott wolle, dass alle Menschen gerettet würden und zur Erkenntnis kämen. In seinem „De servo arbitrio“ (Vom unfreien Willen) (1525) gab er kund:

„Denn wenn wir glauben, es sei wahr, dass Gott alles vorherweiß und vorherordnet, dann kann er in seinem Vorherwissen und in seiner Vorherbestimmung weder getäuscht noch gehindert werden, dann kann auch nichts geschehen, wenn er es nicht selbst will. Das ist die Vernunft selbst gezwungen zuzugeben, die zugleich selbst bezeugt, dass es einen freien Willen weder im Menschen noch im Engel, noch in sonst einer Kreatur geben kann.“

und weiter:

„Wenn er nämlich im Vertrauen auf sich selbst bleibt – und das tut er so lange wie er sich einbildet, er vermöge auch noch so wenig für seine Seligkeit zu tun – und nicht von Grund auf an sich verzweifelt, so demütigt er sich deswegen nicht vor Gott, sondern vermutet oder hofft oder wünscht wenigstens Gelegenheit, Zeit oder irgendein gutes Werk, dadurch er dennoch zur Seligkeit gelange. Wer aber wirklich nicht daran zweifelt, daß alles vom Willen Gottes abhänge, der verzweifelt völlig an sich selbst, wählt nichts eigenes, sondern erwartet den alles wirkenden Gott. Der ist am nächsten der Gnade und der Seligkeit.“

Diese Schrift entstand in der Auseinandersetzung mit den Ideen des Erasmus von Rotterdam und dessen Schrift „De libero arbitrio“ (Vom freien Willen) (1524). Das Thema der lutherischen Schrift war es, eine Lösung für die wiederholt diskutierte Fragestellung des (reformatorisch) christlichen Denkens anzubieten, ob der Mensch nach dem Sündenfall die Freiheit behalten habe, sich aus eigener Kraft für die göttliche Gnade zu entscheiden, oder ob diese Entscheidung selbst bereits Geschenk der Gnade sei. Gegen die Position des Humanismus betont Luther vehement die Alleinwirksamkeit der Gnade. Er bestritt ganz entschieden, dass der Mensch bezüglich des Willens Gottes einen freien Willen habe, also gegenüber dem, was Heil bewirkt. Über ewiges Heil oder ewige Verdammnis entscheide allein der souveräne Wille Gottes.
Martin Luther setzte dem in seiner Rechtfertigungslehre also die allumfassende göttliche Gnade (sola gratia, allein aus Gnade) entgegen: Durch den Kreuzestod Jesu sei jeder Gläubige durch Gottes Gnade allein (sola gratia) errettet, unabhängig von seinen Taten.
Indem nach der Vorstellung der Reformatoren Gott die Handlungen der Menschen unbemerkt durch deren innere Motivation steuert und nicht durch äußeren Zwang, ist der Gläubige doch wieder aufgefordert, seine Entscheidungen verantwortungsvoll zu treffen. Zu dieser Freiheit des Christenmenschen gehörten auch die großen Bibelübersetzungen, die den einfachen Gläubigen ermöglichen sollten, Einsicht in das „Wort Gottes“ zu gewinnen.
1973 formulierten die reformierten und lutherischen Kirchen ein gemeinsames Prädestinationsverständnis in der Leuenberger Konkordie, Art. 24f.:

„Im Evangelium wird die bedingungslose Annahme des sündigen Menschen durch Gott verheißen. Wer darauf vertraut, darf des Heils gewiß sein und Gottes Erwählung preisen. Über die Erwählung kann deshalb nur im Blick auf die Berufung zum Heil in Christus gesprochen werden. Der Glaube macht zwar die Erfahrung, daß die Heilsbotschaft nicht von allen angenommen wird, er achtet jedoch das Geheimnis von Gottes Wirken. Er bezeugt zugleich den Ernst menschlicher Entscheidung wie die Realität des universalen Heilswillens Gottes. Das Christuszeugnis der Schrift verwehrt uns, einen ewigen Ratschluß Gottes zur definitiven Verwerfung gewisser Personen oder eines Volkes anzunehmen.“

Unter Hinweis auf den „universalen Heilswillen Gottes“ lehnen viele Christen die Prädestinationslehre grundsätzlich ab. Dabei werden vor allem folgende Aussagen des Neuen Testaments herangezogen: „Der Herr […] will nicht, dass jemand zugrunde geht, sondern dass alle sich bekehren“ (2 Petr 3,9 ), „Gott […] will, dass alle Menschen gerettet werden“ (1 Tim 2,4 ), „die Gnade Gottes ist erschienen, um alle Menschen zu retten“ (Tit 2,11 ), Jesus: „geht zu allen Völkern und macht alle Menschen zu meinen Jüngern“ (Mt 28,19 ).
Auf der anderen Seite können Calvinisten eine Reihe von Bibelstellen heranziehen, in denen von der „Erwählung“ gesprochen wird. Diese Erwählung versteht Franz Graf-Stuhlhofer „kollektiv, nicht individuell“; demnach habe Gott sich dazu entschlossen, seine Pläne mit einer Gruppe oder einem „Überrest“ weiterzuverfolgen, wobei der Eintritt in diese Gruppe eine individuelle Entscheidung sei. Graf-Stuhlhofer verweist auf das Herausführen des erwählten Volkes Israel aus Ägypten: Die (kollektive) Erwählung blieb bestehen, trotz des Ungehorsams vieler Angehöriger des Volkes, aber ins verheißene Land gelangten die ursprünglich angesprochenen Individuen nicht.

## Islam
Diskussionen über die Frage der Prädestination kamen im Bereich des Islams etwa um die Wende zum 8. Jahrhundert auf. Der arabische Begriff, unter dem die Frage der Prädestination diskutiert wurde, war Qadar. Er bezeichnet allgemein einen Akt der Festlegung. Als Verb wird diese Wurzel im Koran vor allem auf Gott angewandt: Er ist es, der Maßnahmen bestimmt, die in das Schicksal des Menschen eingreifen: Schon bei der Schaffung der Welt hat er für jeden den Vorrat an Lebensmitteln ein für alle Mal festgelegt (Sure 41:10); er hat die Mondstationen festgelegt (Sure 36:39) usw. In diesem Sinne bezeichnet qadar die göttliche Prädestination. Der Begriff qadar war allerdings zweideutig, denn einige Gruppen wie die Qadariten erkannten dem Menschen einen eigenen qadar zu. Sie erscheinen damit als Vertreter einer Lehre menschlicher Willensfreiheit. Allerdings ging es den Qadariten nicht so sehr um die Willensfreiheit, sondern um die Eigenverantwortlichkeit der Menschen für ihr Tun. Niemand sollte seine Sünden mit der Behauptung rechtfertigen können, dass er dazu gezwungen sei, weil Gott die Sünden vorherbestimmt habe.
Muslime, die in späterer Zeit die Frage der Prädestination behandelten, taten dies häufig unter Berufung auf den Prediger al-Hasan al-Basri († 728). Er wurde sowohl von den Vertretern prädestinatianischer Lehren als auch von ihren Gegnern als Autorität jeweils für die eigene Position in Anspruch genommen. Zu den arabischen Werken aus klassischer Zeit, die sich speziell mit der Frage der Prädestination befassen, gehören das „Buch der Prädestination“ (Kitāb al-Qadar) von al-Firyābī († 913) und das Buch „Vorsehung und Prädestination“ (al-Qaḍāʾ wa-l-qadar) von Fachr ad-Din ar-Razi († 1209).

## Einzelbelege
1. ↑  Minho Kim: Die umstrittene Prädestinationslehre: Luther – Calvin – Barth. Vandenhoeck & Ruprecht, Göttingen 2014, ISBN 978-3-7887-2656-0.
2. ↑  Markus Vincent: Augustinus. In: Metzler Lexikon Christliche Denker, Metzler 2000, S. 53f
3. ↑  Markus Vincent: Augustinus. In: Metzler Lexikon Christliche Denker, Metzler 2000, S. 54.
4. ↑  Eckard König, Thomas Rentsch: Augustinus, Aurelius. In: Jürgen Mittelstraß: Enzyklopädie Philosophie und Wissenschaftstheorie. Zweite Auflage. Band 1, Metzler 2005, ISBN 978-3-476-01372-9, S. 293–240.
5. ↑  Thomas Rentsch: Prädestination. In: Jürgen Mittelstraß (Hrsg.): Enzyklopädie Philosophie und Wissenschaftstheorie, Bd. 3. Metzler, Stuttgart/Weimar 1996, S. 308f.
6. ↑  Vergleiche etwa bei Johannes Calvin: Institutio christianae religionis III, 21.5; in: Opera selecta, hg. von Peter Barth und Wilhelm Niesel, 2. Auflage, München 1959.
7. ↑  Karl Barth: Kirchliche Dogmatik II/2
8. ↑  Olivier Fatio: Formula Consensus. In: Historisches Lexikon der Schweiz.  1. Mai 2007, abgerufen am 5. Juni 2019.
9. ↑  Institutio Christianae religionis, I, 16,8–9.
10. ↑  Martin Eberle, Calvinismus und Kapitalismus (Memento des Originals vom 3. Juni 2015 im Internet Archive)  Info: Der Archivlink wurde automatisch eingesetzt und noch nicht geprüft. Bitte prüfe Original- und Archivlink gemäß Anleitung und entferne dann diesen Hinweis. ekd.de; Frank Jehle: Prädestination.
11. ↑  Prädestination: Nie wurde ein grausamerer Gott erfunden als hier. In: Dieter Potzel (Hrsg.): Der Theologe, Ausgabe Nr. 49, Fassung vom 2. Dezember 2017, abgerufen am 25. April 2018.
12. ↑  Otto Weber: Calvin: Theologie. In: Religion in Geschichte und Gegenwart (RGG). 3. Auflage. Band 1, Mohr-Siebeck, Tübingen 1957, Sp. 1596.
13. ↑  Hubert Cancik, Burkhard Gladigow, Matthias Samuel Laubscher (Hrsg.): Handbuch religionswissenschaftlicher Grundbegriffe. Bd. 4, W. Kohlhammer, Stuttgart / Berlin / Köln / Mainz 1998, ISBN 3-17-009553-6, S. 337 f.
14. ↑  Streitenberger: Die fünf Punkte des Calvinismus, 2011.
15. ↑  Franz Graf-Stuhlhofer: Warum Christen verschiedener Meinung sind, Vorwort zu Streitenberger: Die fünf Punkte des Calvinismus, 2011, S. 10f.
16. ↑  Vgl. Nagel: Geschichte der islamischen Theologie, 1994, S. 45.
17. ↑  Suleiman Ali Mourad: Early Islam between Myth and History. Al-Ḥasan al-Baṣrī (d 110H/728CE) and the Formation of his Legacy in Classical Islamic Scholarship. Brill, Leiden 2006, S. 3.